# William of Salisbury, 2. Earl of Salisbury
William of Salisbury, 2. Earl of Salisbury († 1196) war ein anglonormannischer Adliger. Er ist im Allgemeinen als Earl of Salisbury bekannt, war aber vor allem Earl of Wiltshire, zu dem sein Vater um 1143 von Kaiserin Matilda (Empress Maud) ernannt wurde. Er wird auch William FitzPatrick genannt.
William of Salisbury war der Sohn und Erbe von Patrick of Salisbury, 1. Earl of Salisbury, Earl of Wiltshire, und Ela Talvas, der Tochter von Wilhelm III. Talvas, Graf von Ponthieu und Graf von Alençon.

## Im Dienst König Richards
William trug das goldene Zepter bei der Krönung von König Richard I. 1189, gehörte aber, als der König in Deutschland 1192 in Gefangenschaft geraten war, zu denen, die sich dem damaligen Grafen von Mortain anschlossen, der später (1199) König Johann von England wurde. 1194 war er High Sheriff von Somerset und Dorset, nahm im Frühjahr 1194, nach der Rückkehr Richards und jetzt wieder an dessen Seite, am Great Council (Hoftag) teil, das in Nottingham zusammentrat. William war einer von vier Earls, die bei Richards zweiter Krönung im gleichen Jahr den Baldachin trugen. In dieser Zeit, 1196, starb William of Salisbury. Er wurde in Bradenstoke Priory bestattet.

## Familie
William of Salisbury heiratete Aliénor de Vitré (Eleonore), Tochter von Robert III., Sire de Vitré (Haus Vitré), und Emma de Dinan. Er starb ohne männliche Nachkommen. Die einzige Tochter und somit Erbin von William und Aliénor war Ela of Salisbury, 3. Countess of Salisbury, die fast unmittelbar danach – also noch als Kind – von König Richard Löwenherz mit seinem Halbbruder William Longespée verheiratet wurde, der dadurch in ihrem Namen (iure uxoris) Earl of Salisbury wurde.